# Gloria Blondell
Gloria Blondell (* 16. August 1915 in New York City, New York; † 25. März 1986 in Santa Monica, Kalifornien) war eine amerikanische Bühnen-, Film- und Fernsehschauspielerin und die jüngere Schwester der Schauspielerin Joan Blondell.

## Leben und Karriere
Gloria Blondell wurde in eine Varieté-Familie hineingeboren. Ihre Eltern und Geschwister, Edward Jr. und Joan, waren allesamt Entertainer. Ihr Vater war in der Fennessy-Bühnenversion von The Katzenjammer Kids zu sehen gewesen.
Blondell selbst sagte, sie sei zum ersten Mal im Alter von neun Jahren auf der Bühne gewesen. 1935 trat sie schließlich in der Broadway-Produktion von Three Men on a Horse im Playhouse in New York auf.
Im „Goldenen Zeitalter des Radios“ war sie eine der beliebtesten Hauptdarstellerinnen. Zu ihren Radioauftritten gehören I Love a Mystery, The Adventures of Philip Marlowe und Lux Radio Theatre.
Auch beim Film war Blondell aktiv und spielte unter anderem neben Ronald Reagan in Accidents Will Happen (1938), White Lightning (1953) und The Twonky (1953). Ebenfalls in verschiedenen Fernsehserien spielte sie mit, darunter Lux Video Theatre (1956) und Jane Wyman Show (1957). In The Life of Riley war Blondell als Honeybee Gillis zwischen 1953 und 1958 in 78 Folgen zu sehen.
In sechs von neun Sprechauftritten synchronisierte sie Daisy Duck und markierte damit das Debüt von Daisys „normaler“ Stimme.

## Persönliches Leben
Am 26. Juli 1940 hatte Blondell den Filmproduzenten Albert R. Broccoli geheiratet, ließ sich jedoch am 7. August 1945 von ihm scheiden. Schließlich ehelichte sie Victor Hunter, und sie blieben bis zu seinem Tod im Jahr 1980 verheiratet. Zusammen hatten sie eine Tochter, die jedoch zu früh geboren wurde und bei der Geburt starb. Während der Entbindung des Kindes wäre auch sie fast an Blutverlust gestorben, konnte jedoch durch eine notfallmäßige Hysterektomie gerettet werden.
Blondell starb 1986 im Alter von 70 Jahren in Santa Monica an den Folgen einer Krebserkrankung. Ihr Körper wurde eingeäschert.

## Filmografie

### Filme
- 1938: Daredevil Drivers
- 1938: Accidents Will Happen
- 1938: Liebe zu viert
- 1938: Juvenile Court
- 1938: The Spider's Web
- 1938: The Lady Objects
- 1938: A Nag in the Bag
- 1939: The Sap Takes a Wrap
- 1939: Three Sappy People
- 1941: Model Wife
- 1948: Vaterfreuden
- 1952: Versuchung auf 809
- 1953: White Lightning
- 1953: The Twonky
- 1957: God Is My Partner

### Fernsehserien
- 1949: Arch Oboler's Comedy Theatre (1 Folge)
- 1952: The Unexpected (1 Folge)
- 1952: I Love Lucy (1 Folge)
- 1953–1958: The Life of Riley (78 Folgen)
- 1956: Crossroads (1 Folge)
- 1956: Lux Video Theatre (1 Folge)
- 1956: Matinee Theatre (2 Folgen)
- 1957: Jane Wyman Show (1 Folge)
- 1959: Kein Fall für FBI (1 Folge)
- 1960: Der Kopfgeldjäger (1 Folge)
- 1960: Ein Fall für Michael Shayne (1 Folge)
- 1961:Thriller (1 Folge)
- 1961–1962: Calvin and the Colonel (8 Folgen)

### Synchronisation
- 1945: Donalds Verbrechen (Kurzfilm)
- 1945: Cared Duck (Kurzfilm)
- 1946: Donald's Double Trouble (Kurzfilm)
- 1947: Donalds Nachtspaziergang (Kurzfilm)
- 1947: Donald's Dilemma (Kurzfilm)
- 1950: Verrückt nach Daisy (Kurzfilm)
- 1973: Die Jubel Trubel Super Show (Fernsehfilm)
- 1984: Walt Disney Cartoon Classics Limited Gold Edition: Daisy (Video)

### Als sie selbst
- 1946: The Story of Menstruation (Kurzfilm)